# Theo Hernández
Theo Bernard François Hernández (Marseille, 6 oktober 1997) is een Frans-Spaans voetballer die doorgaans als linksback speelt. Hij verruilde AC Milan in juli 2025 voor Al-Hilal. Hernández debuteerde in 2021 in het Frans voetbalelftal. Hij is de broer van Lucas Hernández.

## Clubcarrière

### Atlético Madrid
Hernández kwam in 2007 in de jeugdopleiding van Atlético Madrid terecht. Daarvoor speelde hij bij Rayo Majadahonda. Gedurende het seizoen 2015/16 speelde hij tien competitieduels voor het tweede elftal van Atlético Madrid. Tijdens het seizoen 2016/17 werd hij verhuurd aan Deportivo Alavés. Hernández debuteerde op 28 augustus 2016 in de Primera División, tegen Sporting Gijón. Hij speelde de volledige wedstrijd, die in een doelpuntloos gelijkspel eindigde. Op 7 mei 2017 scoorde hij zijn eerste goal voor Alavés: hij maakte de enige treffer in een 1-0 overwinning op Athletic de Bilbao. Op 27 mei speelde hij met Alavés de finale van de Copa del Rey tegen FC Barcelona. Uit een directe vrije trap maakte Hernández de 1-1 na de openingstreffer van Lionel Messi, maar via Neymar en Paco Alcácer won Barcelona alsnog met 3-1.

### Real Madrid
Hernández tekende in juli 2017 een contract tot medio 2023 bij Real Madrid, dat 30 miljoen euro voor hem betaalde aan Atlético. Hij was tweede keus achter Real-icoon Marcelo. Hij maakte als op 16 augustus 2017 als invaller zijn debuut in de returnwedstrijd van de Supercopa tegen FC Barcelona, die Real won. Op 9 september maakte hij zijn basisdebuut tegen Levante. Hij kwam dat seizoen tot 23 wedstrijden in alle competities en leverde drie assists af. Ook speelde hij drie wedstrijden in de groepsfase van de Champions League, die uiteindelijk gewonnen werd door Real Madrid.
Het seizoen erop werd hij door Real Madrid verhuurd aan Real Sociedad. Daar maakte hij op 18 augustus 2018 tegen Villarreal zijn debuut voor Real Sociedad. Op 9 november maakte hij zijn eerste en enige goal voor Real Sociedad, in de 1-3 overwinning op Levante.

### AC Milan
Op 7 juli 2019 werd bekend dat Hernández vertrok naar AC Milan voor een bedrag van 20 miljoen euro. Paolo Maldini was persoonlijk naar Ibiza gevlogen om Hernández over te halen. Op 21 september maakte hij in de Milaanse derby tegen Internazionale (2-0 nederlaag) zijn debuut als invaller voor Ricardo Rodriguez. Daarna miste hij dat seizoen nog maar drie wedstrijden, alleen door een schorsing. Op 5 oktober 2019 maakte Hernández zijn eerste goal voor Milan, in een 2-1 overwinning op Genoa. In totaal was hij in zijn eerste seizoen in Italië goed voor zeven goals en vijf assists. 
Op 22 oktober 2020 maakte Hernández zijn debuut in de UEFA Europa League, nadat Milan het seizoen ervoor zesde geëindigd waren. Op 13 december scoorde Hernández tweemaal tegen Parma. Hij scoorde in de 92'ste minuut de bevrijdende 2-2, waardoor AC Milan bovenaan in de Serie A bleven. Uiteindelijk moesten ze deze koppositie in februari 2021 uit handen geven en eindigden ze derde. Wel was er voor het eerst sinds jaren weer Champions League-voetbal bereikt door AC Milan.
Op 6 januari 2022 droeg Hernández tegen AS Roma (3-1 overwinning) voor het eerst de aanvoerdersband van AC Milan, bij afwezigheid van eerste en tweede aanvoerder Alessio Romagnoli en Davide Calabria. Drie dagen later scoorde hij twee goals tegen Venezia (3-0 winst), waarmee hij de eerste AC Milan-verdediger ooit werd die minstens drie keer twee doelpunten maakte in de Serie A. Op 11 februari verlengde Hernández zijn contract tot de zomer van 2026. Dat seizoen werd AC Milan voor het eerst in elf jaar kampioen van de Serie A. Hernández had met vijf goals en zes assists een belangrijke rol: geen enkele verdediger in de Serie A had dat seizoen meer goalcontributies.
Het seizoen erop werd Hernández door het vertrek van Romagnoli naar Lazio Roma benoemd als nieuwe vice-aanvoerder achter nieuwe aanvoerder Calabria.

### Al-Hilal
Op 10 juli 2025 tekende Hernández een driejarig contract bij de Saoedische club Al-Hilal, voor een geschat transferbedrag van € 25 miljoen.

## Clubstatistieken
| Seizoen | Club               | Competitie       | Competitie | Competitie | Competitie | Beker | Beker | Beker | Internationaal | Internationaal | Internationaal | Totaal | Totaal | Totaal |
| Seizoen | Club               | Competitie       | Wed.       | Dlp.       | Ass.       | Wed.  | Dlp.  | Ass.  | Wed.           | Dlp.           | Ass.           | Wed.   | Dlp.   | Ass.   |
| ------- | ------------------ | ---------------- | ---------- | ---------- | ---------- | ----- | ----- | ----- | -------------- | -------------- | -------------- | ------ | ------ | ------ |
| 2016/17 | → Deportivo Alavés | Primera División | 32         | 1          | 4          | 6     | 1     | 0     | —              | —              | —              | 38     | 2      | 4      |
| 2017/18 | Real Madrid        | Primera División | 13         | 0          | 1          | 7     | 0     | 1     | 3              | 0              | 1              | 23     | 0      | 3      |
| 2018/19 | → Real Sociedad    | Primera División | 24         | 1          | 2          | 4     | 0     | 0     | —              | —              | —              | 28     | 1      | 2      |
| 2019/20 | AC Milan           | Serie A          | 33         | 6          | 5          | 3     | 1     | 0     | —              | —              | —              | 36     | 7      | 5      |
| 2020/21 | AC Milan           | Serie A          | 33         | 7          | 6          | 2     | 0     | 0     | 10             | 1              | 2              | 45     | 8      | 8      |
| 2021/22 | AC Milan           | Serie A          | 32         | 5          | 6          | 4     | 0     | 3     | 5              | 0              | 1              | 41     | 5      | 10     |
| 2022/23 | AC Milan           | Serie A          | 32         | 4          | 3          | 2     | 0     | 0     | 11             | 0              | 2              | 45     | 4      | 5      |
| 2023/24 | AC Milan           | Serie A          | 32         | 5          | 4          | 2     | 0     | 3     | 12             | 0              | 4              | 46     | 5      | 11     |
| 2024/25 | AC Milan           | Serie A          | 7          | 2          | 2          | 0     | 0     | 0     | 3              | 0              | 0              | 10     | 2      | 2      |
| TOTAAL  | TOTAAL             | TOTAAL           | 238        | 31         | 33         | 30    | 2     | 7     | 44             | 1              | 10             | 312    | 34     | 50     |

## Interlandcarrière
Hernández kwam uit voor diverse Franse nationale jeugdselecties. Hij maakte op 7 september 2021 zijn debuut voor Frankrijk in de WK-kwalificatiewedstrijd tegen Finland. In de halve finale van de UEFA Nations League tegen België op 7 oktober 2021 maakte hij zijn eerste goal. Hij werd opgenomen in de 26-koppige selectie voor het WK 2022 in Qatar, waarin Frankrijk de finale haalde. In de halve finale tegen Marokko (2–0 overwinning) maakte Hernández de openingstreffer. Hij werd op 16 mei 2024 door Didier Deschamps opgenomen in de Franse selectie voor het EK 2024 in Duitsland. Frankrijk overleefde een groep met Oostenrijk, Nederland en Polen en schakelde vervolgens België en Portugal uit, maar verloor in de halve finales met 2–1 van Spanje. Hernández miste op het toernooi geen minuut aan speeltijd en benutte zijn strafschop in de penaltyserie tegen Portugal.

## Erelijst
Real Madrid
- Supercopa de España: 2017
- UEFA Champions League: 2017/18
- UEFA Super Cup 2017
- FIFA Club World Cup: 2017

 AC Milan
- Serie A: 2021/22
- Supercoppa Italiana: 2024/25

 Frankrijk
- UEFA Nations League: 2020/21

Individueel
- AC Milan Speler van het Seizoen: 2019/20
- Serie A Team van het Jaar: 2019/20, 2020/21, 2021/22
- Serie A Goal van de maand: mei 2022
- Serie A Goal van het seizoen: 2021/22